# My Iron Lung
My Iron Lung ist eine EP der britischen Alternative-Rock-Band Radiohead. Die EP erschien ein Jahr nach ihrem Debütalbum Pablo Honey und ein Jahr vor seinem Nachfolger The Bends. Es war die erste Zusammenarbeit der Band mit Nigel Godrich der in der Folge bei fast allen weiteren Veröffentlichungen der Band Produzent war. Die EP wurde später als Bonusdisk in die Special Edition von The Bends inkludiert.

## Titelliste
Es gibt verschiedene Veröffentlichungsformen von My Iron Lung. In Großbritannien erschien es zunächst als „Doppel-Single“ mit je vier Songs, wobei My Iron Lung auf beiden Discs enthalten ist. Die EP (mit insgesamt acht verschiedenen Titeln) war zunächst für den australischen Markt gedacht, ist inzwischen aber weltweit verfügbar.

### Titelliste der EP
1. My Iron Lung – 4:36
2. The Trickster – 4:40
3. Lewis (Mistreated) – 3:19
4. Punchdrunk Lovesick Singalong – 4:40
5. Permanent Daylight – 2:48
6. Lozenge of Love – 2:16
7. You Never Wash Up After Yourself – 1:44
8. Creep (Acoustic) – 4:19

### Titelliste der Doppel-Single
| CD 1 1. My Iron Lung – 4:36 2. The Trickster – 4:40 3. Punchdrunk Lovesick Singalong – 4:40 4. Lozenge of Love – 2:16 | CD 2 1. My Iron Lung – 4:36 2. Lewis (Mistreated) – 3:19 3. Permanent Daylight – 2:48 4. You Never Wash Up After Yourself – 1:44 |

## Rezensionen
Kommerziell konnte My Iron Lung nicht an den Erfolg von Creep heranreichen. Die EP wird in der Rückschau von Kritikern trotzdem durchaus gelobt. So schreibt Greg Prato in seiner Rezension für Allmusic:

„what makes My Iron Lung such a find is the quality of the tracks, all of them being great outtakes from the sessions for (...) The Bends. And because of the tracks' consistency and sequencing, it plays like a real album rather than a collection of B-sides and outtakes thrown together haphazardly.“

„Was aus My Iron Lung solch eine Entdeckung macht, ist die Qualität der Tracks, von denen alle großartige Outtakes aus den Session zu (...) The Bends. Und durch die Konsistenz und Anordnung der Tracks hört es sich eher wie ein richtiges Album, denn wie eine Sammlung von wahllos zusammengeworfenen B-Seiten und Outtakes an.“

In der Tat sind die enthaltenen Lieder, bis auf My Iron Lung selbst, welches später auch auf The Bends erschien, nicht auf anderen Veröffentlichungen der Band erhältlich, was sie deutlich von anderen EPs von Radiohead (etwa der Drill EP von 1993) abgrenzt. Die Akustikversion von Creep bezeichnet Prato hingegen als „only weak spot“ („einzigen Schwachpunkt“) und gibt eine Gesamtnote von vier von fünf Punkten.